# Ленинец (холдинг)
«Ле́нинец» — российский оборонный холдинг, бывшее ленинградское научно-производственное объединение предприятий радиоэлектроники. в советское время — НИИ радиоэлектроники (НИИРЭ) Министерства авиационной промышленности СССР, размещалось в ленинградском Доме Советов; «НПО Ленинец»; в 1995—2012 гг.  — Холдинговая компания «Ленинец».

## Хронология наименований предприятия «Ленинец»[1]
- В 1967 году завод № 287 9-го Главного управления Министерства радиопромышленности СССР («п/я 934») переименован в Ленинградский государственный завод «Ленинец» или «п/я 6138».
- По приказу МРП № 756 от 28.12.1973 г. завод «Ленинец» вошёл в состав ЛПТО «Новатор» как производство № 3, а ЛПТО «Новатор» переименовано в ЛПТО «Ленинец».
- В соответствии с постановлением СМ СССР № 139 от 2.03.1976 г. и приказа МРП № 264 от 15.05.1974 г. было создано НПО «Ленинец» 4-го ГУ («п/я А-7162»), в которое вошли: НПО «Марс» в составе ВНИИРЭС (головная структурная единица) и Гатчинского опытного завода; производства № 1 (завод «Новатор»), № 2 (завод «Радиоприбор»), № 3 (завод «Ленинец»), завод № 4 (механическое и заготовительное производство «Новатора»); ПРЗ и Витебский телевизионный завод.
- По пр. МРП № 578 от 22(29).09.1985 г. на базе НПО «Ленинец» образовано Центральное НПО (ЦНПО) «Ленинец». Оно выведено из состава 4-го ГУ МРП и подчинено непосредственно замминистра МРП на правах Главного Управления министерства.
- По пр. МРП № 686(680) от 20.07.1990 г. на базе ЦНПО образован НПВЭК «Ленинец».
- В соответствии с решениями Госкомимущества РФ № 298-Р от 21.07.1992 г. и № 401-3 от 1.09.1992 г. НПВЭК «Ленинец» преобразован в АООТ «ХК «Ленинец». В составе ХК: НТЦ «Основа» (1987 г.), СКБ «Система» (1991-93 г.), ГП «Асток» (1992 г.), АООТ «НИИ вычислительных систем» (1993 г.), НПП «Конверсия» (1996 г.), НИИ системотехники. В холдинг входило 38 дочерних предприятий и филиалов (2002 г.): ООО «Контур-НИРС», ОАО «Механический завод «Ленинец», ОАО «Технопарк», Завод электробытовой аппаратуры, ГНИПГС, ГНПП «Мир» (2003 г.). В 2005 г. в холдинг входило около 70 предприятий, в т.ч. ОАО «Радиоавионика».

## История
«Ленинец» происходит от конструкторских бюро, созданных в 1945 году при трёх заводах Минавиапрома СССР. В 1959 году на их основе был образован Научно-исследовательский институт радиоэлектроники (НИИРЭ), занявший ленинградский Дом Советов. В 1965 году НИИРЭ и вышеуказанные заводы, получившие названия «Новатор», «Радиоприбор» и «Ленинец», перешли в подчинение Министерства радиопромышленности. В 1971 году НИИРЭ был преобразован во Всесоюзный научно-исследовательский институт радиоэлектронных систем (ВНИИРЭС), ставший в 1974 году головным подразделением научно-производственного объединения (НПО) «Ленинец». НПО под руководством Льва Зайкова подчинило главные отраслевые предприятия, в том числе из других регионов, в частности Петрозаводский радиозавод и Витебский телевизионный завод. С середины 1980-х годов НПО претерпело ряд преобразований. В перестройку в состав теперь уже Центрального научно-производственного объединения «Ленинец» включили Ленинградское машиностроительное объединение «Спутник», производившее товары народного потребления от электротехники до бритв и игрушек. Экономические реформы привели в 1990 году к преобразованию «Ленинца» в Научно-производственный и внешнеэкономический концерн.
В 1992 году было проведено акционирование по системе, где половина голосующих акций дочерних предприятий «Ленинца» были переданы в головной холдинг, остальные проданы работникам и менеджменту, а также на закрытых аукционах. В середине 1990-х годов состоявший из 35 дочерних организаций холдинг занимался производством авиационных радиоэлектронных систем, СВЧ-компонентов, бытовой электроники и радиоэлектроники, холодильников, бритвенных приборов и лезвий. Анатолий Турчак, отец политика Андрея Турчака, начавший работать на «Ленинце» слесарем в 1960 году, в 1985 году был назначен генеральным директором «Ленинца», а после приватизации стал фактически единоличным владельцем холдинга. Ключевые позиции холдинга занимают члены семьи Турчака. На 2016 году на оборонные заказы приходилось более 80 % оборота компании.
В 2022 году издание «Проект» провело расследование результатов приватизации холдинга, по его результатам все здания «Ленинца» поделены между членами семьи Турчаков: самим Анатолием, женой Андрея Кирой и его старшим братом Борисом. Три четверти из этих помещений не задействованы в производстве, а сдаются в аренду.

## Избранные проекты
В 80-х годах XX века сотрудником холдинга "Ленинец" профессором Фрайштадтом Владимиром Львовичем была предложена идея передового гиперзвукового летательного аппарата под названием "Аякс", использующая магнитогидродинамические принципы движения и генерации энергии для полетов в верхних слоях атмосферы, в ионосфере. Был получен ряд патентов на эту тему.

## Активы предприятия
Изданию «Проект» удалось найти более 100 нежилых зданий и 35 участков общей площадью почти полмиллиона квадратных метров, оформленных на компании, связанные с «Ленинцем». К 2022 году лишь около четверти этих зданий сейчас занимают оборонные предприятия, все остальные превратились в бизнес-центры, складские и производственные помещения, сдающиеся в аренду. Также у НИИ «Системотехники» некогда был полигон на берегу Финского залива, который находился неподалеку от поселка Логи. Там, в частности, испытывали оборудование для обнаружения вражеских подводных лодок. После ликвидации семья политика построила на месте полигона элитную дачу — двухэтажный особняк с бассейном около 80 м², шезлонгами и беседкой.